# Stigma (manga)
Pour les articles homonymes, voir Stigma (homonymie).
Stigma est un shōjo manga de Kazuya Minekura publié le 20 décembre 2000 au Japon par Shinshokan. La version française a été publiée par Ki-oon. Ce one-shot est exceptionnel pour un manga puisqu'il est entièrement colorisé. Les couleurs font d'ailleurs partie intégrante de l'histoire.

## Synopsis
Un homme qui n'a pas de nom, à la recherche de son passé qui, visiblement, est assez louche, promène sa tristesse dans un monde gris, où le ciel bleu n'existe plus. Il rencontre un gamin qui est aussi seul au monde et qui recherche les oiseaux, qui ont disparu en même temps que le ciel bleu. Ils apprennent un peu à se connaître, et Tit (le gosse) baptise le gars Stork (« cigogne » en anglais). Ils décident de chercher un monde meilleur ensemble. Mais le passé de Stork refait surface — il fait des cauchemars affreux (il y a là quelques allusions yaoi)...